# Pancrudo
Pancrudo település Spanyolországban, Teruel tartományban. Pancrudo Torrecilla del Rebollar, Fuenferrada, Vivel del Río Martín, Martín del Río, Utrillas, Rillo, Visiedo, Lidón, Cosa, Alpeñés és Torre los Negros községekkel határos. Lakosainak száma 113 fő (2024).

## Népesség
A település népessége az utóbbi években az alábbiak szerint változott:
| Lakosok száma | 165  | 134  | 111  | 110  | 133  | 117  | 119  | 113  | 123  | 113  |
|               | 2001 | 2004 | 2007 | 2009 | 2012 | 2014 | 2017 | 2019 | 2022 | 2024 |